# Hamptophryne boliviana
Hamptophryne boliviana é uma espécie de anfíbio da família Microhylidae.
Pode ser encontrada nos seguintes países: Bolívia, Brasil, Colômbia, Equador, Guiana Francesa, Guiana, Peru, Suriname e Venezuela.
Os seus habitats naturais são: florestas subtropicais ou tropicais húmidas de baixa altitude, pântanos subtropicais ou tropicais, pântanos, marismas de água doce e marismas intermitentes de água doce.